# L'isola di Arturo (film)
L'isola di Arturo è un film del 1962 diretto da Damiano Damiani e liberamente tratto dall'omonimo romanzo di Elsa Morante.

## Trama
Arturo è un ragazzo di 14 anni che non conosce nulla del mondo all'infuori di Procida, la piccola isola del golfo di Napoli in cui è nato e vive. Dalla nascita vive praticamente solo: è orfano di madre (morta di parto ad appena 18 anni), mentre il padre Wilhelm (di madre tedesca), che lo soprannomina Moro, gli fa solo rare visite perché impegnato in frequenti e lunghi viaggi. Arturo vive l'eterna promessa del padre Wilhelm di portarlo via da Procida al compimento dei sedici anni.
Un giorno Wilhelm torna a casa, accompagnato dalla dolce Nunziata, ragazza di 17 anni sposata poche ore prima a Napoli. Da queste seconde nozze nasce un bambino, Carmine. Nel frattempo Arturo s'innamora di Nunziata, arrivando a baciarla sulle labbra. Vedendosi rifiutato dalla ragazza, Arturo ripiega momentaneamente su Teresa, una donna disinibita e procace il cui marito sarebbe emigrato in Australia.
D'altro canto Wilhelm (tornato dopo un'altra lunghissima assenza e mostrandosi disinteressato alla propria famiglia, perfino nei confronti del figlio di pochi mesi) si rivela legato da un torbido sentimento ad un certo Tonino Stella, detenuto nel locale penitenziario e che sfrutta questo suo interesse per ottenere il denaro che Wilhelm gli aveva promesso, essendo in debito con lui, motivo per cui ha commesso «una fesseria» che lo ha fatto finire in prigione; poi Wilhelm «ha tirato in ballo mezzo mondo» e speso molti soldi per farlo trasferire nel penitenziario di Procida, e gli ha promesso una crociera. Queste erano, in sostanza, il motivo delle lunghe assenze di Wilhelm che, contrariamente a quanto Arturo credeva, non si allontanava mai di molto da Procida ed è privo del grande coraggio che il figlio gli attribuiva.
All'atto di scarcerazione, Tonino è ospite di Wilhelm, che però viene picchiato e derubato dal suo protetto prima della definitiva separazione. A questo punto Nunziata (che rifiuta nuovamente i sentimenti di Arturo) riprende in pugno la situazione per ricostruire attorno al marito e al loro bambino un avvenire sereno. Arturo, fatto uomo da queste esperienze così crude, poco dopo aver compiuto sedici anni decide di prendere il battello e abbandonare l'isola per sempre. Durante il viaggio, Arturo si dice dolorosamente certo che dimenticherà il padre e che un giorno penserà a lui «come a una favola»; riguardo a Nunziata dichiara  che anche se forse non era una donna speciale il suo ricordo invece non lo lascerà mai, e che se dovesse amare qualsiasi altra donna questo amore sarà «rubato» a lei.

## Riconoscimenti
- 1962 – Festival internazionale del cinema di San Sebastián[1]
  - Concha de Oro